# Cabinet Filbinger III
Land de Bade-Wurtemberg
Filbinger II Filbinger IV
Le cabinet Filbinger III (en allemand : Kabinett Filbinger III) est le gouvernement du Land de Bade-Wurtemberg entre le 8 juin 1972 et le 2 juin 1976, durant la sixième législature du Landtag.

## Majorité et historique
Dirigé par le ministre-président chrétien-démocrate sortant Hans Filbinger, ce gouvernement est constitué et soutenu par l'Union chrétienne-démocrate d'Allemagne (CDU). Seule, elle dispose de 65 députés sur 120, soit 54,2 % des sièges du Landtag.
Il est formé à la suite des élections régionales du 23 avril 1972. 
Il succède donc au cabinet Filbinger II, constitué et soutenu par une « grande coalition » entre la CDU et le Parti social-démocrate d'Allemagne (SPD).
Lors du scrutin, les chrétiens-démocrates et le SPD progressent tous deux de plus de huit points. Une telle avancée permet à la CDU de remporter la majorité absolue en voix et sièges, une première depuis la fondation du Land en 1952. Les sociaux-démocrates rejoignent alors le Parti populaire démocratique (FDP/DVP) dans l'opposition. 
À l'occasion de la formation du cabinet, Annemarie Griesinger devient la première femme ministre dans le Land.
Au cours des élections régionales du 4 avril 1976, la CDU réussit encore à se renforcer avec une progression de plus de trois points. Fort de cette majorité absolue consolidée, Hans Filbinger constitue son quatrième gouvernement.

## Composition

### Initiale (8 juin 1972)
- Les nouveaux ministres sont indiqués en gras, ceux ayant changé d'attributions en italique.

| Poste                                                                         | Titulaire | Titulaire            | Parti |
| ----------------------------------------------------------------------------- | --------- | -------------------- | ----- |
| Ministre-président                                                            |           | Hans Filbinger       | CDU   |
| Vice-ministre-président Ministre de l'Éducation                               |           | Wilhelm Hahn         | CDU   |
| Ministre de l'Intérieur                                                       |           | Karl Schiess         | CDU   |
| Ministre de la Justice                                                        |           | Traugott Bender      | CDU   |
| Ministre des Finances                                                         |           | Robert Gleichauf     | CDU   |
| Ministre de l'Économie, des Entreprises et des Transports                     |           | Rudolf Eberle        | CDU   |
| Ministre de l'Alimentation, de l'Agriculture, de la Viticulture et des Forêts |           | Friedrich Brünner    | CDU   |
| Ministre du Travail, de la Santé et de l'Ordre social                         |           | Annemarie Griesinger | CDU   |
| Ministre des Affaires fédérales                                               |           | Eduard Adorno        | CDU   |